# Мокра Ольховка (село)
Мокра Ольховка (рос. Мокрая Ольховка) — село у Котовському районі Волгоградської області Російської Федерації.
Населення становить 860 осіб. Входить до складу муніципального утворення Мокроольховське сільське поселення.

## Історія
Село розташоване у межах українського історичного та культурного регіону Жовтий Клин.
Згідно із законом від 22 грудня 2004 року № 974-ОД органом місцевого самоврядування є Мокроольховське сільське поселення.

## Населення
| 1860 | 1886  | 1891  | 1894  | 2010 |
| ---- | ----- | ----- | ----- | ---- |
| 1685 | ↗2756 | ↗2963 | ↗3089 | ↘860 |